# باجه عوارض
باجه عوارض (به انگلیسی: The Tollbooth) فیلمی محصول سال ۲۰۰۴ به کارگردانی دبرا کرشنر و با بازی مارلا سوکولف است. 

## خلاصه داستان
درباره یک هنرمند جوان است که در تلاش برای جعل هویت خود در شهر نیویورک است، در حالی که والدین یهودی او از بالای بروکلین از او مراقبت می کنند.

## بازیگران
| بازیگر        | نقش              | توضیحات |
| ------------- | ---------------- | ------- |
| مارلا سوکولوف | سارابت کوهن      |         |
| توا فلدشو     | روتی کوهن        |         |
| رونالد گاتمن  | آیزاک کوهن       |         |
| آیدینا منزل   | راکل کوهن-فلکسمن |         |
| راب مک الهنی  | سایمون استانتون  |         |
| جیس بارتوک    | هاوی فلاکسما     |         |
| لیز استاوبر   | بکی کوهن         |         |
| ونسا فرلیتو   | جینا             |         |

## لینک های خارجی
- پایگاه داده فیلم های اینترنتی
- کانال یهود
- وبلاگ مارلا سوکولوف